# Eyebeam Art and Technology Center
Eyebeam Art + Technology Center (Eyebeam) és un centre d'art i tecnologia sense finalitats de lucre a la ciutat de Nova York. El propòsit manifest és el promoure l'ús creatiu de noves tecnologies en proveir un ambient de col·laboració per a la investigació i experimentació en la intersecció d'art, tecnologia i cultura. Eyebeam va ser fundat per John S. Jonson Ill amb els seus co-fundadors David S Johnson i Roderic R. Richardon.
Originalment es va concebre com un taller d'efectes digitals i codi i centre per a l'educació juvenil. Eyebeam s'ha tornat un centre d'investigació, desenvolupament i curadora de nous mitjans obres d'art i open source technology. Eyebeam és l'amfritrió de 20 artistes residents i fellows d'investigació, co-produeix programes d'educació juvenil i presenta exposicions, performances, simposis, tallers, hackathons i altres esdeveniments. Els projectes desenvolupats per Eyebeam han rebut premis i reconeixements, els quals inclouen, entre d'altres, Webby Awards, Beques Guggenheim, i el Prix Ars Electronica.

## Història
Eyebeam originalment es deia Eyebeam Atelier, o Taller Eyebeam, va ser concebut com una col·laboració entre David S. Johnson, un artista digital i John S. Johnson, un cineasta i filantrop que també va concebre i va fundar la fundació de cinema Filmmakers Collaborative, el Screenwriters Colony i May68. Es van conèixer per Roderic R. Richardson, un amic en comú, qui va reconèixer els seus interessos en comú i els va ajudar a establir la seva nova empresa en els seus inicis. La inspiració per cridar al projecte Eyebeam Atelier es va originar, parcialment, del taller d'escultura del pare de JohnJonson's John Seward Johnson II i el col·lectiu Experiments in Art and Technology. Després d'observar que new mitjana era un gènere en creixement, els co-fundadors van ser motivats a crear un estudi similar. Van reconèixer la necessitat de proveir a artistes i a artistes de cinema digital l'accés a nova tecnologia i un lloc de treball compartit. L'home "Eyebeam" va ser manllevat de l'estudi de models 3D de David Johnson, Eyebeam Simulations. Com els suports d'I-beam (joc de paraules entre travesser i raig d'ull, que sonen pràcticament igual en anglès), el nom serveix com a metàfora per al suport les visions artístiques ofertes per l'organització.